# میهن‌پرست (فیلم ۱۳۳۲)

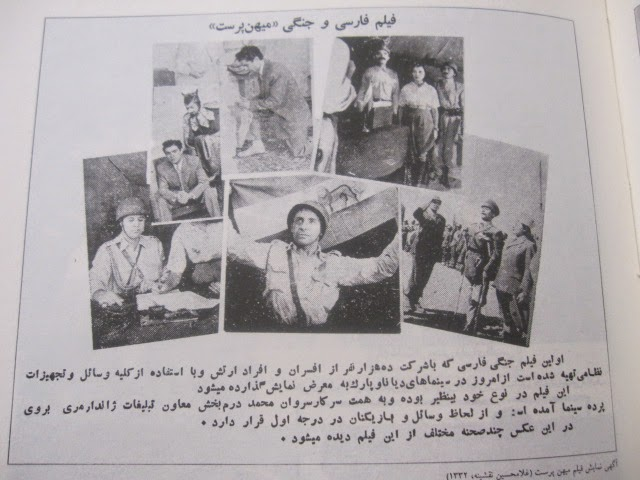
تصویر برگهٔ تبلیغاتی فیلم میهن‌پرست

میهن‌پرست یک فیلم جنگی ایرانی، به کارگردانی غلامحسین نقشینه و نویسندگی محمد درمبخش ساختهٔ سال ۱۳۳۲ است.

## خلاصه داستان
سرهنگی بازنشسته وقتی فرزندش را در حمله‌ی بیگانگان به وطن از دست می‌دهد از کیومرث دامادش می‌خواهد به مدافعین وطن بپیوندد.
ولی کیومرث حاضر به این کار نیست، سرهنگ و دخترش داوطلبانه به مدافعین می‌پیوندند.
سرهنگ مجروح و بستری می‌شود و در این زمان کیومرث تصمیم می‌گیرد به جبهه برود.
به زودی سربازان وطن تجاوز بیگانگان را دفع کرده و آن‌ها را می‌رانند و آن وقت کیومرث بار دیگر زندگی خود را در کنار سرهنگ و همسرش آغاز می‌کند.

## بازیگران
- حمیده خیرآبادی در نقش دختر سرهنگ[۳]
- علی تابش در نقش کیومرث
- غلامحسین نقشینه در نقش سرهنگ[۴]
- مهرانگیز وحدت
- تقی ظهوری
- فخری حسین پور
- باستان
- محمدرضا زندی
- اعظمی
- حسین محسنی